# Янковский, Алексей Витальевич
Алексе́й Вита́льевич Янко́вский — российский театральный режиссёр, актёр и педагог. Создатель Театральной мастерской «АСБ» (г. Санкт-Петербург).

## Биография
В 1995 году окончил Санкт-Петербургскую государственную академию театрального искусства (класс профессора Александра Музиля) по специальности «Режиссёр драматического театра». Дипломный спектакль — «Женщины…в пейзаже сцены» в петербургском «Классик-Центре».
Стажировался в московском Центре им. Вс. Мейерхольда (мастерская Клима на Большом Каретном).
С 1996 по 1998 год учился в ассистентуре Санкт-Петербургской государственной академии театрального искусства на кафедре режиссуры (научный руководитель Вениамин Фильштинский). С 1998 по 2001 год преподавал на курсе В. М. Фильштинского в СПбГАТИ.
С 1996 по 2000 год работал режиссёром-постановщиком Государственного театра сатиры на Васильевском.
В 2000 году создал театральный проект: «Мастерскую по реабилитации актёров государственных и академических театров драмы» — Театральную мастерскую «АСБ».

## Театральные постановки
- 1995 — «Женщины…в пейзаже сцены» по текстам Алексея Шипенко, «Классик-Центр», Санкт-Петербург
- 1995 — «Четвёртый стул» Т. Гуэрры, Театр «Комедианты»[1]
- 1996 — «Человеческий Голос» Ж. Кокто / Клима, Театр-Фестиваль «Балтийский Дом», Санкт-Петербург (спектакль — лауреат фестиваля «Монокль» в номинации лучшая режиссура)
- 1996 — «Торжество любви» П.-К. Мариво, СПбГАТИ, курс В. М. Фильштинского
- 1996 — «Концерт по заявкам» Ф. Креца, СПбГАТИ, курс В. М. Фильштинского
- 1996 — «Сталкер» по Братьям Стругацким. СПбГАТИ, дипломный спектакль курса В. М. Фильштинского
- 1998 — «Там живут люди», Государственный Театр «Сатиры» на Васильевском (спектакль – номинант высшей театральной премии Санкт-Петербурга «Золотой софит»)
- 2000 — «Активная сторона бесконечности» К. Кастанеды /Клима, Театр «Особняк»[2] (участие в фестивалях «Новая драма» г. Москва, «Майские чтения» г. Тольятти)
- 2001 — «Я… Она… Не Я и Я…» Театр «Особняк», Театральная мастерская «АСБ»[3][4]
- 2001 — «Здравствуй и прощай» А. Фугарда, Российский государственный академический театр драмы им. А. С. Пушкина (Александринский театр)
- 2002 — «Ромео и Джульетта» У. Шекспира / Клима, Черниговский Государственный Молодёжный Театр
- 2003 — «Анна Каренина» Л. Толстого /Клима, Черниговский Государственный Молодёжный Театр
- 2004 — «Ромео и Джульетта» У. Шекспира /Клима, Омский государственный драматический «Пятый театр»[5]
- 2004 — «Отелло» Клима, Омский государственный драматический «Пятый театр»[5]
- 2004 — «Падший ангел» Клима, Омский государственный драматический «Пятый театр»[6]
- 2005 — «Кабаре «Бухенвальд» Клима, Театральная мастерская «АСБ»
- 2005 — «Толкователь Апокалипсиса» Клима, Театральная мастерская «АСБ»
- 2006 — «Достоевский-Честертон: Парадоксы преступления или одинокие всадники Апокалипсиса» Клима, Театральная мастерская «АСБ»[7]
- 2006 — «Отелло» Клима, Черниговский Государственный Молодёжный Театр
- 2007 — «Девочка и спички» Театральная мастерская «АСБ»[8]
- 2007 — «Достоевский-Честертон: Парадоксы преступления или одинокие всадники Апокалипсиса» Клима, Челябинский государственный драматический «Камерный театр»[9]
- 2008 — «Толкователь Апокалипсиса» Клима, Совместный проект с Алексеем Багдасаровым, Москва, Центр драматургии и режиссуры А. Казанцева и М. Рощина
- 2009 — «Человек-Подушка» Мартина МакДонаха, перевод Павла Руднева, Екатеринбургский драматический театр «Волхонка»
- 2009 — «Чайка» А. Чехова, Челябинский государственный драматический «Камерный театр»
- 2009 — «Злой спектакль» Клима, Театральная мастерская «АСБ»
- 2010 — «Валентинов день» И. Вырыпаева, Санкт-Петербургский Молодёжный театр на Фонтанке
- 2011 — «Торжество любви» П.-К. де Мариво, Екатеринбургский драматический театр «Волхонка»
- 2011 — «Однорукий из Спокана» Мартина МакДонаха, перевод Павла Руднева, Екатеринбургский драматический театр «Волхонка»
- 2011 — «Битва негра с собаками» Б.-М. Кольтеса, перевод Натальи Санниковой, Екатеринбургский драматический театр «Волхонка»
- 2011 — «Подсвечник» А. де Мюссе, Центр современного искусства «Новая сцена» (г. Харьков, Украина)
- 2011 — «Любовью не шутят» А. де Мюссе, Центр современного искусства «Новая сцена» (г. Харьков, Украина)
- 2011 — «Венецианская ночь» по пьесам «Венецианская ночь», «Прихоти Марианны», «Фантазио» А. де Мюссе, Центр современного искусства «Новая сцена» (г. Харьков, Украина)
- 2012 — «Сталкер» Братьев Стругацких, Екатеринбургский драматический театр «Волхонка»
- 2012 — «В ожидании Годо» С. Беккета, Екатеринбургский драматический театр «Волхонка»
- 2012 — «Пять вечеров» А. Володина, Екатеринбургский драматический театр «Волхонка»
- 2013 — «Концерт по заявкам» Ф. Креца, Театральная мастерская «АСБ»
- 2014 — «Отцы и сыновья» Б. Фрила по мотивам романа И. Тургенева «Отцы и дети», Челябинский государственный драматический «Камерный театр»
- 2014 — «Там живут люди» А. Фугарда, Екатеринбургский драматический театр «Волхонка»
- 2014 — «Дни Турбиных» М. Булгакова, Екатеринбургский драматический театр «Волхонка»
- 2014 — «Идущая за предел» Клима, Театральная мастерская «АСБ», Театр «ZA» (Финляндия, Хельсинки)
- 2014 — «Шаровая молния из Джиннистана» А. Вишневского, Театральная мастерская «АСБ», Театр «ZA» (Финляндия, Хельсинки)
- 2015 — «Космос или Жизнь — необъяснимая загадка» Клима, Театр «Модернъ», Москва
- 2015 — «Машина едет к морю» А. Бьерклунда, Екатеринбургский драматический театр «Волхонка»
- 2015 — «ДАО» Клима, совместный проект Александринского театра, ContArtFamily, Театральной мастерской «АСБ»
- 2016 — «Машина едет к морю» А. Бьерклунда, совместный проект Театра «Особняк» и Театральной мастерской «АСБ»[10].
- 2016 — «Москва-Петушки» В. Ерофеева, совместный российско-финский проект Театральной мастерской «АСБ» и Театра «ZA»
- 2017 — «Нежный возраст» Клима, Театральная мастерская «АСБ»[11]
- 2017 — «Стеклянный зверинец» Т. Уильямса, Театральная мастерская «АСБ»[12]
- 2018 — «Театр Медеи» Клима, Театральная мастерская «АСБ»[13]
- 2018 — «Сивилла» П. Лагерквиста, Театральная мастерская «АСБ»[14][15]
- 2019 — «Москва-Петушки» В. Ерофеева, Челябинский государственный драматический «Камерный театр»[16]
- 2019 — «Звезда моя, Аделаида» Клима, Театральная мастерская «АСБ»[17]
- 2020 — «Анна Каренина» Клима, Театр «Мастерская»[18]
- 2020 — «Концерт по заявкам» Ф. Креца, Театральная мастерская «АСБ»[19]
- 2020 — «СУАД. Жить заново» Суад, совместный проект Театра «На Литейном» и Театральной мастерской «АСБ»[20]
- 2021 — «НЕ БЫТЬ И Я» по поэзии Я. Рицоса, совместный проект Театра «KARLSSON HAUS» и Театральной мастерской «АСБ»[21]
- 2021 — «Соблюдайте пустоту» по пьесе Клима, Театральная мастерская «АСБ»[22]
- 2021 — Проект «Лаборатория «8 из числа 7» или «7 дней с Идиотом» по одноимённой книге Клима, Театральная мастерская «АСБ»[23]
- 2022 — «Сын» по пьесе Ф. Зеллер, Челябинский государственный драматический «Камерный театр»[24]
- 2022 — «Падший ангел» Клима, Театральная мастерская «АСБ»[25]
- 2022 — «Космос или Жизнь – необъяснимая загадка» Клима, Театральная мастерская «АСБ»[26]
- 2022 — «Бес-Сон-Ницца» Клима, Театральная мастерская «АСБ»[27]

## Награды
- 2002 — приз за лучшую режиссуру на фестивале «Новая драма» (г. Москва) — спектакль «Активная сторона бесконечности»
- 2018 — диплом «Лучшая режиссёрская работа» на фестивале «Ирбитские подмостки» — за спектакль «Машина едет к морю», драмтеатр «Волхонка», г. Екатеринбург[28]